# 厚岸町デマンドバス
厚岸町デマンドバス(あっけしちょうデマンドバス)は、北海道厚岸郡厚岸町で運行されているデマンド型コミュニティバス。この項目では厚岸町が設けているスクールバスについても併載する。

## 概要
スクールバスはかつてから運行されていたが、厚岸町が町民の移動の利便性を確保するための新たな公共交通として、郊外部と市街地を結ぶデマンドバス（コミュニティバス）を導入し、2018年10月1日よりくしろバスと桜ハイヤーの受託により運行が開始された。なお、デマンドバスの運行に際して、運行区間が重複していた患者輸送バス（厚岸町運行）と床潭線（くしろバス）は9月末をもって廃止された。
利用にあたっては乗車券が必要で、デマンドバス車内で現金での支払いができない。このため、地域住民以外の利用が難しく、一般客に対しては同路線のスクールバスの利用を促している。

### 沿革
- 2018年（平成30年）10月1日 - デマンドバスの運行を開始。5路線を設定。
- 2022年（令和4年）
  - 3月14日 - 3月12日の糸魚沢駅廃止に伴い、代替としてトライベツ・若松・糸魚沢線の短縮便（厚岸駅 - 糸魚沢地区）を運行開始[3]。
  - 11月 - 起終点を厚岸駅前から商業施設（フクハラ厚岸店前）まで延伸する実証実験を行う[4]。
- 2023年（令和5年）7月3日 - 前年の実証実験を踏まえ、デマンドバスの全路線を港町4丁目（フクハラ厚岸店前）まで延伸した[4]。

## 路線
全路線においてフリー乗降制が採られている。ただし、一部区間では乗降制限がかかっている。郊外部または市街地のみでの利用が制限されるクローズドドアシステムで運行されている。
デマンドバスは利用に際して30日前から前日までに予約が要る。予約がなかった停留所は通過し、全停留所にて予約がない日の便は運休する。スクールバス等を使用して運行するため、登下校時間に変更があった場合は運行時間が変更、または運休になる場合がある。運賃は多区間運賃制で200円から設定されている（小学生半額、小学生未満無料）。
スクールバスは原則的に登校日に運行され、空席がある場合に限り一般客の利用も可能であり、尾幌線を除く全路線の上り路線で釧路方面へ向かうくしろバスの路線バス霧多布線の同一の便へ乗継ができる。
- 末広・床潭・筑紫恋線
  - 末広 - 幌満別 - ピリカウタ - 床潭 - 筑紫恋 - 国泰寺 - 役場前 - 町立病院 - 厚岸駅前 - 港町4丁目
    - 上り路線
      - 床潭から筑紫恋までの間と筑紫恋から厚岸駅までの間、乗車不可
      - 国泰寺以降は港町4丁目、厚岸駅、役場前、町立病院を含むくしろバスのバス停からのみ下車可

    - 下り路線
      - 国泰寺までは港町4丁目、厚岸駅、役場前、町立病院を含むくしろバスのバス停からのみ乗車可
      - 厚岸駅から筑紫恋までの間と筑紫恋から床潭までの間、下車不可

運行はデマンドバスとスクールバス床潭・筑紫恋線をくしろバスが受託する。デマンドバスは毎平日に運行され、上り便は厚岸駅前で釧路方面へのJR花咲線とくしろバス霧多布線に乗継ができる。下り便は厚岸駅で霧多布方面への霧多布線から乗継できる。スクールバスは厚岸駅で霧多布線へ乗継ができる。
- 上尾幌・片無去線
  - 上尾幌公住 - 上尾幌駅 - 片無去地区 - 光栄（光栄地区） - 厚岸駅前 - 役場前 - 町立病院 - 港町4丁目
    - 上り路線
      - 光栄以降は乗車不可
      - 光栄以降は厚岸駅、役場前、町立病院、港町4丁目を含むくしろバスのバス停からのみ下車可

    - 下り路線
      - 光栄までは厚岸駅、役場前、町立病院、港町4丁目を含むくしろバスのバス停からのみ乗車可
      - 光栄までは下車不可

運行はデマンドバスを桜ハイヤーが、スクールバスは上尾幌線と片無去線で系統分離しており、上尾幌線をくしろバスが、片無去線を桜ハイヤーが受託する。デマンドバスは毎平日に運行され、上下便どちらも上尾幌駅と厚岸駅でJR根室本線と連絡している。スクールバスはどちらも厚岸駅で霧多布線へ乗継ができる。
- 苫多線（門静・苫田地区）
  - （上尾幌入口 ← 尾幌農協 ← 尾幌3号線交差点 ← ）沖万別（沖万別地区） - 苫多公民館 - 門静駅 - 厚岸駅前 - 役場前 - 町立病院 - 港町4丁目
    - 上り路線
      - 門静以降は乗車不可
      - 門静以降は厚岸駅、役場前、町立病院、港町4丁目を含むくしろバスのバス停からのみ下車可
      - 起点は沖万別からとなり、上尾幌地区からは便が設定されていない

    - 下り路線
      - 門静までは厚岸駅、役場前、町立病院、港町4丁目を含むくしろバスのバス停からのみ乗車可
      - 門静に入るまでは下車不可

運行はデマンドバスを桜ハイヤーが、スクールバスは門静・苫多線と尾幌線、上尾幌線（前述）の3路線に系統分離しており、尾幌線はくしろバスが、門静・苫多線を桜ハイヤーが受託する。デマンドバスは月曜日と水曜日に運行され、上り便において門静駅にてJR根室本線の釧路方面行き列車へ乗継ができる。沖万別は冬期間区間運休する。スクールバスは門静・苫多線が門静集会所前にて、門静駅前から出発する霧多布線へ乗継ができる。
- 大別・太田線
  - 大別地区 - 太田地区 - 太田農協 - 太田郵便局 - 光栄 - 厚岸駅前 - 役場前 - 町立病院 - 港町4丁目
    - 上り路線
      - 光栄以降は乗車不可
      - 光栄以降は厚岸駅、役場前、町立病院、港町4丁目を含むくしろバスのバス停からのみ下車可

    - 下り路線
      - 光栄までは厚岸駅、役場前、町立病院、港町4丁目を含むくしろバスのバス停からのみ乗車可
      - 光栄までは下車不可

運行はデマンドバスとスクールバス太田線を桜ハイヤーが受託する。デマンドバスは火曜日と木曜日に運行され、上り便において厚岸駅前で釧路方面行きのJR根室本線へ乗継ができ、下り便において根室方面行きの列車から乗継ができる。スクールバスは厚岸駅前で霧多布線へ乗継ができる。
- トライベツ・若松・糸魚沢線
  - 糸魚沢地区 - トライベツ地区集会所 - 町立病院 - 役場前 - 厚岸駅前 - 港町4丁目
    - 上り路線
      - 市街地では乗車不可
      - 市街地では厚岸駅、役場前、町立病院、港町4丁目を含むくしろバスのバス停からのみ下車可
      - 旧糸魚沢小学校を起点に、糸魚沢地区を左回りに進み、トライベツ地区、糸魚沢郵便局前、旧糸魚沢駅を経て市街地へ向かう

    - 下り路線
      - 市街地では港町4丁目、町立病院、役場前、厚岸駅を含むくしろバスのバス停からのみ乗車可
      - 市街地では下車不可
      - 厚岸駅前を起点に、糸魚沢郵便局、旧糸魚沢小学校を経て、糸魚沢地区を左回りに進み、トライベツ地区から旧糸魚沢駅へ向かう。

運行はデマンドバスとスクールバス糸魚沢線を桜ハイヤーが受託する。デマンドバスは毎平日に運行され、上下便どちらも厚岸駅でJR根室本線と連絡している。スクールバスは厚岸駅前で霧多布線へ乗継ができる。糸魚沢駅廃止後より、糸魚沢地区と厚岸駅を結ぶ短縮便が運行されている。